# Muhammed Damar
Muhammed Damar (Berlín, 9 de abril de 2004) es un futbolista alemán que juega en la demarcación de centrocampista para el SV Elversberg de la 2. Bundesliga.

## Biografía
Tras formarse en las filas inferiores del 1. FC Schöneberg, Hertha Zehlendorf, Hertha BSC y Eintracht Frankfurt, se marchó traspasado el 7 de julio de 2022 al TSG 1899 Hoffenheim. Debutó el 6 de agosto de 2022 en un encuentro de la Bundesliga contra el Borussia Mönchengladbach que finalizó con un resultado de 3-1 a favor del Borussia tras los goles de Rami Bensebaini, Marcus Thuram y Nico Elvedi para el Borussia Mönchengladbach y de Robert Skov para el Hoffenheim. Jugó otros cinco partidos en la Bundesliga y en las dos siguientes temporadas fue cedido al Hannover 96 y al SV Elversberg.

## Clubes
| Club                    | País     | Año       | Partidos | Goles |
| ----------------------- | -------- | --------- | -------- | ----- |
| TSG 1899 Hoffenheim II  | Alemania | 2022-2023 | 20       | 7     |
| TSG 1899 Hoffenheim     | Alemania | 2022-2023 | 6        | 0     |
| Hannover 96 II (cedido) | Alemania | 2023-2024 | 8        | 9     |
| Hannover 96 (cedido)    | Alemania | 2023-2024 | 4        | 0     |
| SV Elversberg (cedido)  | Alemania | 2024-     | 34       | 9     |